# Монреале
Монреале (итал. Monreale) град је у јужној Италији. То је трећи по величини град округа Палермо у оквиру италијанске покрајине Сицилије.
Монреале је чувен по манастирској цркви истоименог манастира из раном времена Нормана (11-12. век), која представља изузетно вредан спој норманске, византијске и арапске уметности. Данас је дата црква национални споменик изузетне важности, али и прворазредно ходочасничко и туристичко одредиште у овом делу Италије.

## Природне одлике
Град Монреале налази на северној обали Сицилије, 15 км југозападно од Палерма (чијој градској зони припада). Град се сместио на приближно 300 m надморске висине, у плодној долини Конка д'Оро, изнад које се издижу планине Мадоније.

## Становништво
Према резултатима пописа становништва 2011. у општини је живело 38.018 становника.
| 1931.  | 1936.  | 1951.  | 1961.  | 1971.  | 1981.  | 1991.  | 2001.  | 2011.  |
| ------ | ------ | ------ | ------ | ------ | ------ | ------ | ------ | ------ |
| 18.111 | 19.578 | 22.526 | 23.670 | 23.720 | 23.874 | 26.256 | 31.964 | 38.018 |

Монреале данас има близу 37.000 становника (бројчано трећи град у округу), махом Италијана. То је два пута више него пре једног века. Последњих година број становника брзо расте - процес прерастања у предграђе Палерма.

## Галерија
- Манастирска црква у Монреалу
- Манастирски клаустер
- Манастирски клаустер
- Утицај арапске уметности

## Партнерски градови
- Бјелско-Бјала